# Gideon Ernst von Laudon

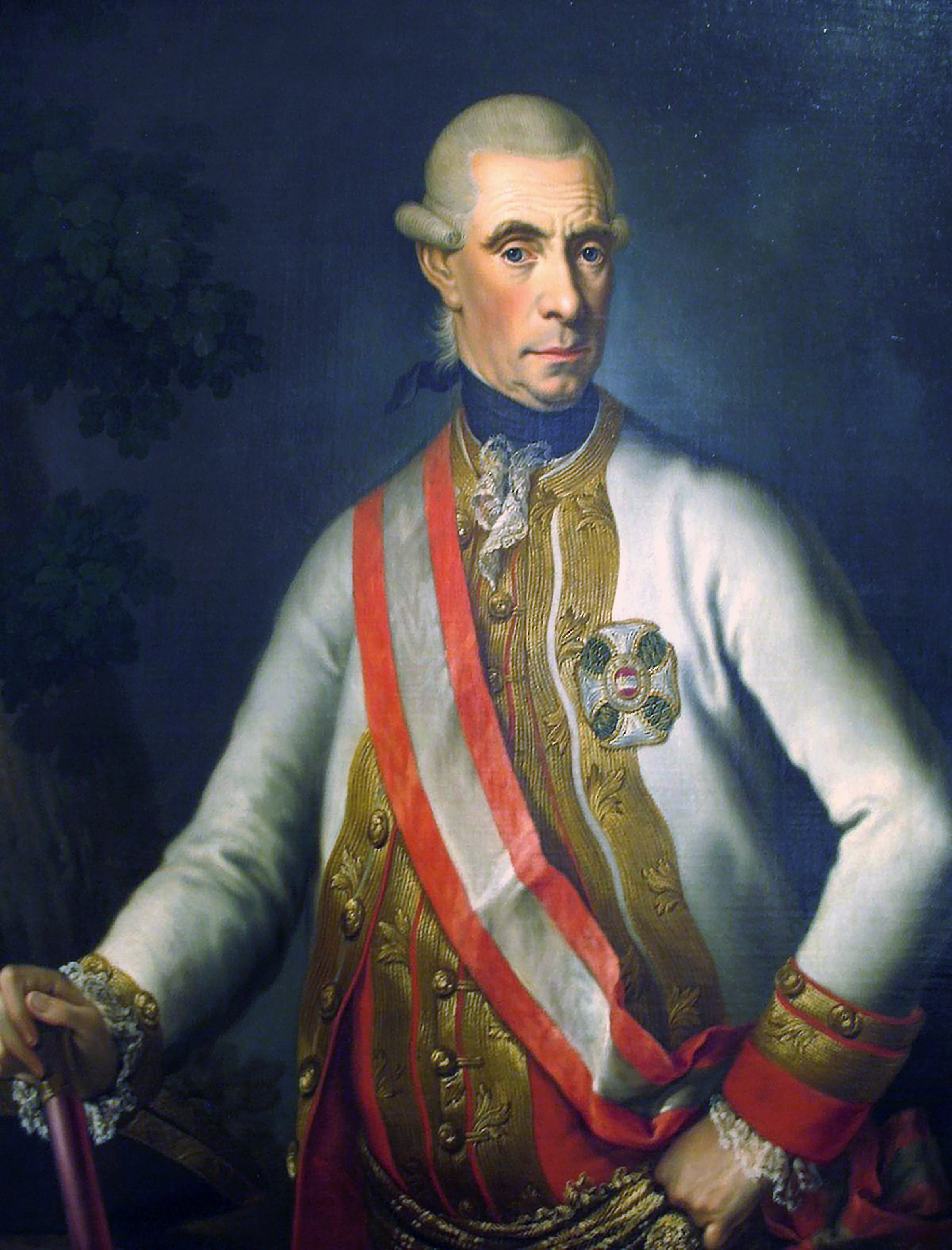
Ernst Gideon Freiherr von Laudon. Porträt eines anonymen, zeitgen. Künstlers (Heeresgeschichtliches Museum Wien)

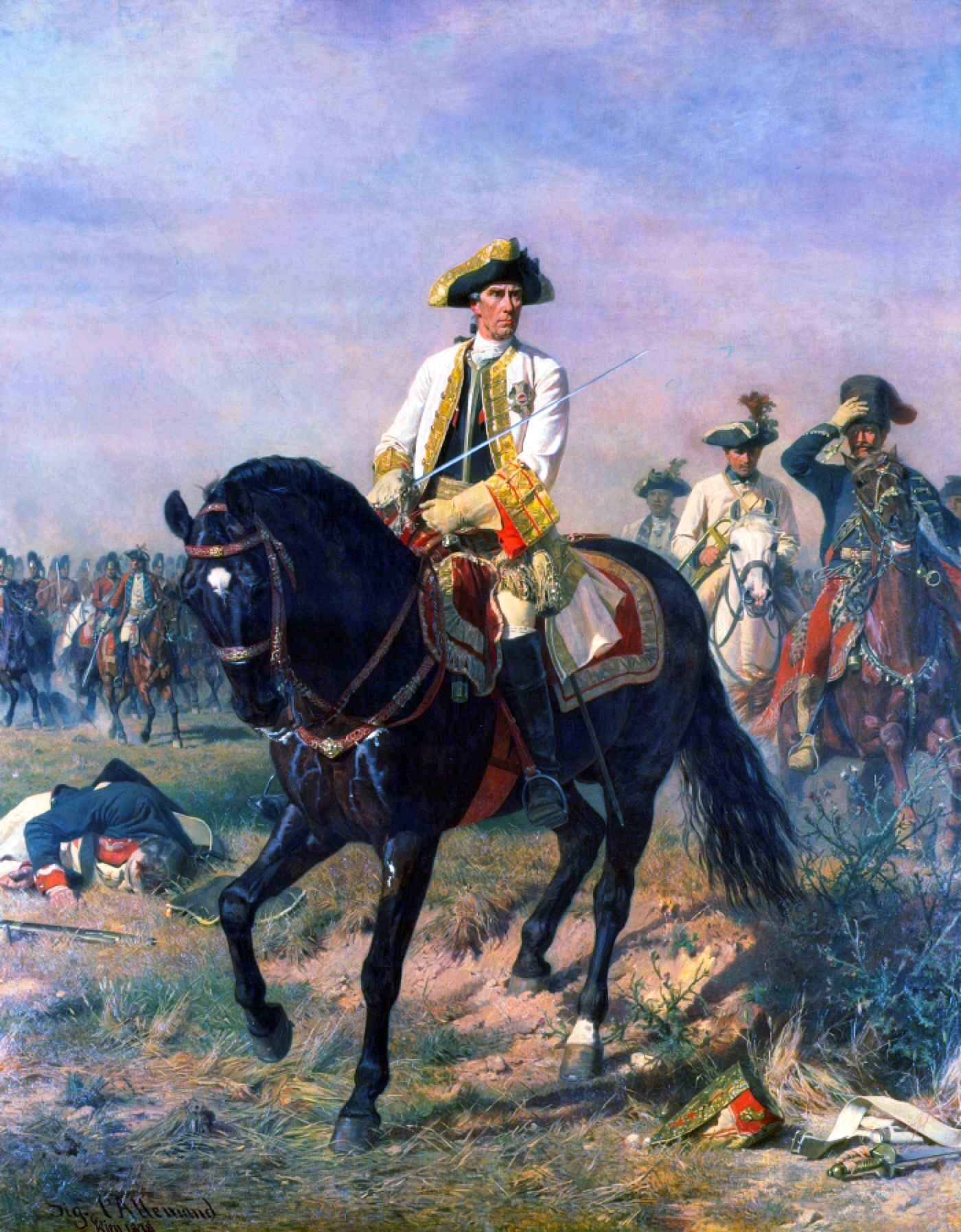
Gideon von Laudon über das Schlachtfeld bei Kunersdorf reitend (Heeresgeschichtliches Museum, Wien).

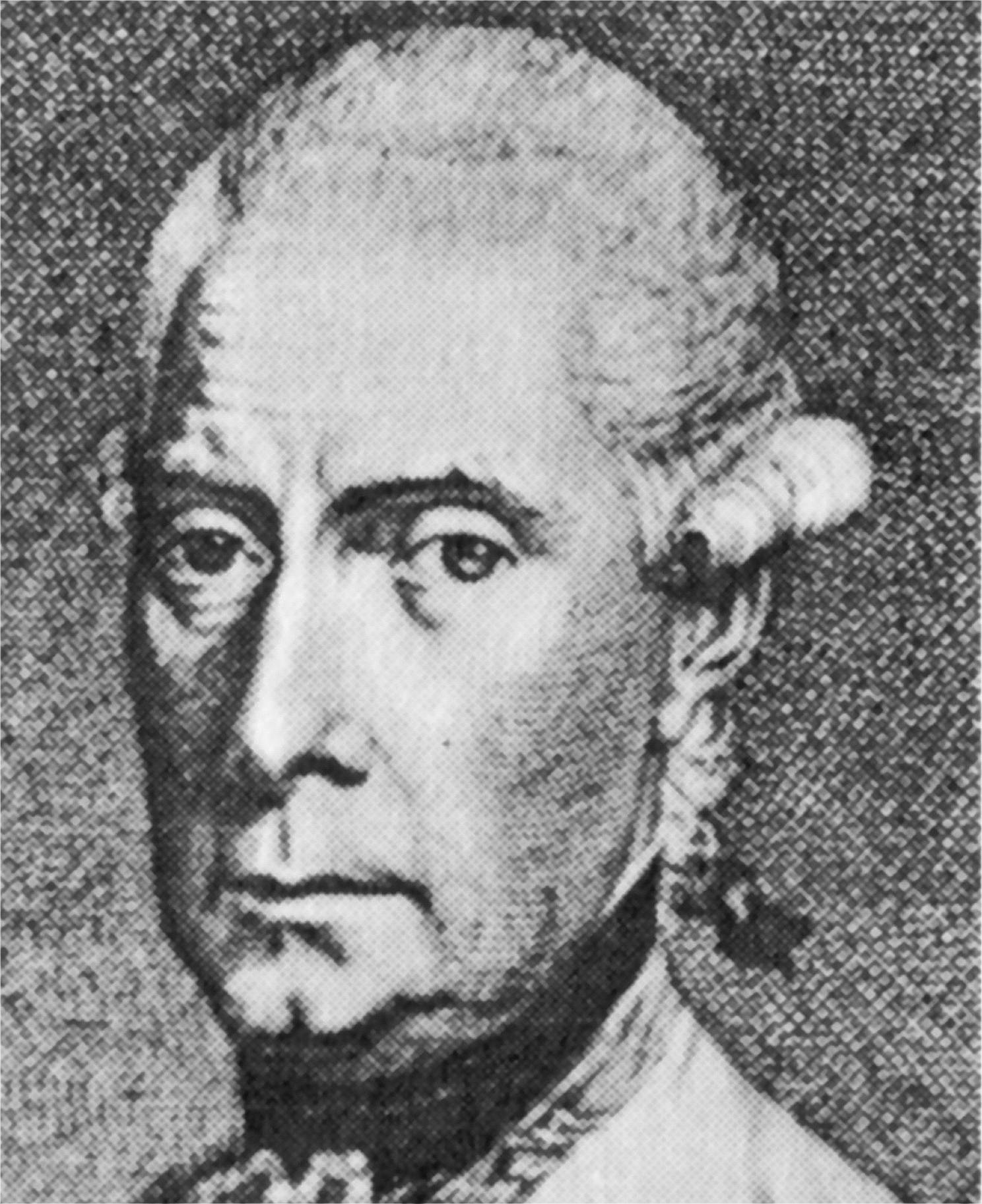
Ernst Gideon von Laudon.

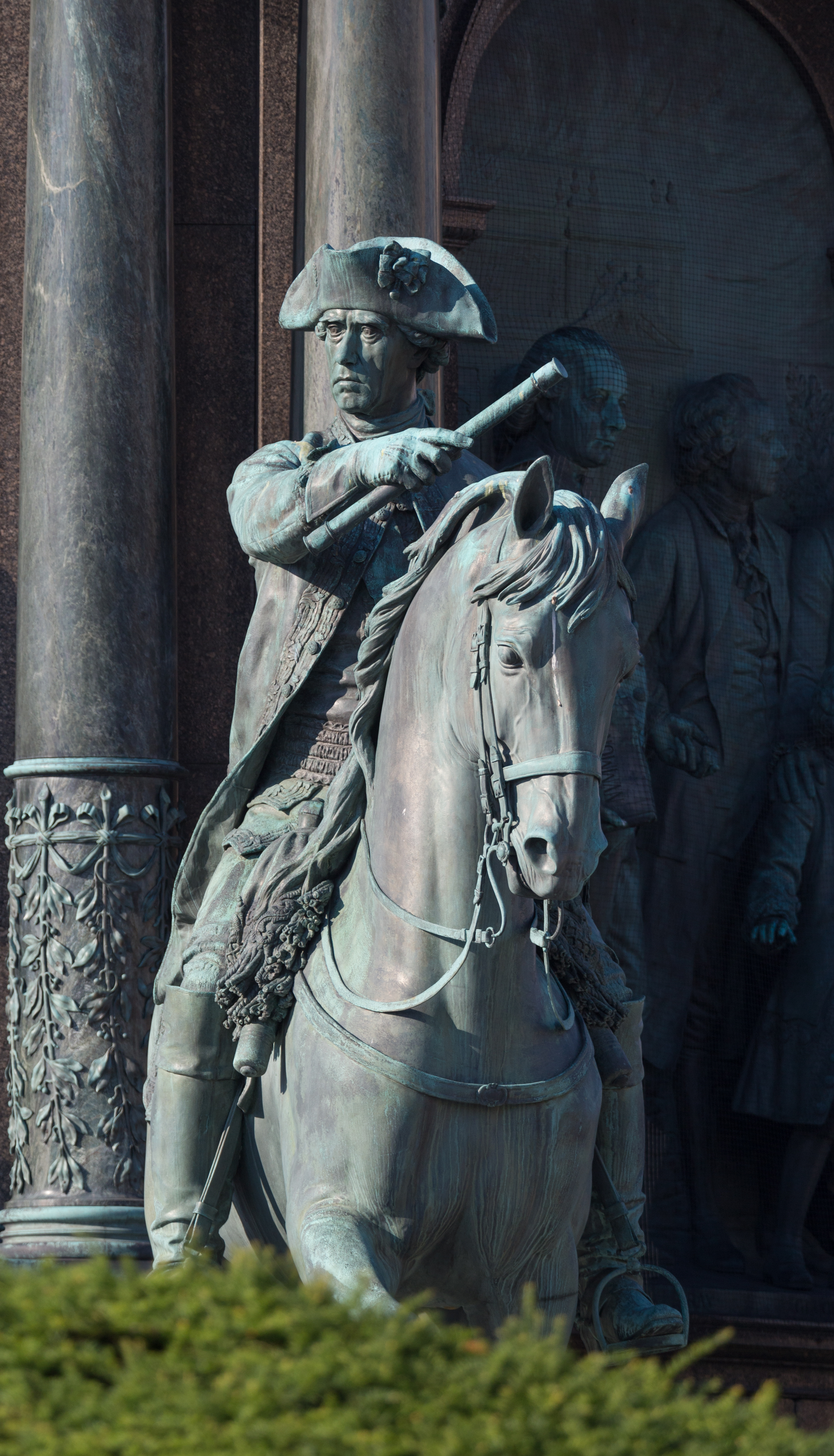
Laudon, Maria-Theresien-Denkmal, Wien

Gideon Ernst von Laudon, ab 1759 Freiherr von Laudon, (auch Laudohn oder Loudon) (* 2. Februarjul. / 13. Februar 1717greg. auf Gut Tootzen (Toce) bei Laudohn, Livland; † 14. Juli 1790 in Neutitschein, Mähren) war ein österreichischer Feldherr deutschbaltischer Herkunft.

## Polnischer Thronfolgekrieg und 4. Russischer Türkenkrieg
Laudons Familie lässt sich seit dem 15. Jahrhundert in Livland nachweisen. Laudon selbst behauptete, mit dem schottischen Adelsgeschlecht der Earls of Loudoun verwandt zu sein, jedoch ist diese Verwandtschaft fiktiv. 1732 trat er im Alter von 15 Jahren in russische Dienste und nahm im Jahre 1734 während des Polnischen Thronfolgekrieges an der Belagerung von Danzig teil. 1735 zog er mit den russischen Hilfstruppen an den Rhein und danach wieder an den Dnepr, wo er in den Jahren 1736 bis 1739 im Russisch-Österreichischen Türkenkrieg kämpfte. Nach dem Frieden von Belgrad fuhr er nach Sankt Petersburg, um sich über mehrere Vorkommnisse zu beschweren. Als seinen Beschwerden nicht nachgegeben wurde, trat er aus der russischen Armee aus.

## Eintritt in österreichische Dienste
Nachdem Friedrich II. von Preußen sein Gesuch um Aufnahme in die preußische Armee abgelehnt hatte, trat er 1742 in österreichische Dienste. Als Hauptmann in dem kroatischen Freikorps von der Trencks wurde er 1744 schwer verwundet. Laudon wurde wegen Ungehorsams und Übergriffen des kroatischen Freikorps angeklagt. Er rechtfertigte sich durch die erhaltenen Befehle und erhielt daraufhin einen Posten als Major im Liccaner Grenzregiment (Region Lika).
Er trat zum Katholizismus über und heiratete 1746 in Pösing (Ungarn) Maria von Hagen († 1806). Das Paar hatte zwei Kinder die früh starben.

## Siebenjähriger Krieg
Beim Ausbruch des Siebenjährigen Krieges bemühte er sich wiederholt um einen Einsatz, wurde aber vom Hofkriegsratspräsidenten Graf von Neipperg abgewiesen. Erst auf Empfehlung Kaunitz’ hin wurde Laudon als Oberstleutnant mit einer Abteilung des kroatischen Freikorps nach Böhmen geschickt, um unter Feldmarschall Browne zu dienen. Nach einer erfolgreichen Operation während des Rückzugs aus Sachsen bei Tetschen wurde er für seine Teilnahme an dem Überfall auf Hirschfeld im Februar 1757 zum Oberst befördert. 1758 stellte er eine eigene leichte Truppe auf, das Freiwilligenbataillon Loudon, später „Grün-Loudon-Grenadiere“ genannt.
Nach der Schlacht bei Kolin brachte Laudon dem preußischen General Keith auf dessen Rückzug große Verluste bei. Nach mehrmonatigem Kommando an der Elbe erhielt er im August den Befehl über die leichten österreichischen Truppen bei der Reichsarmee, die er in die Schlacht bei Roßbach führte. Zum Generalmajor befördert, eroberte er am 30. Juni 1758 bei Domstadtl einen großen Wagenzug der Preußen, wofür er zum Feldmarschallleutnant der Kaiserlichen Armee befördert wurde.
Für seinen Einsatz in der Schlacht bei Hochkirch wurde er mit dem Großkreuz des Maria-Theresien-Ordens ausgezeichnet und erhielt den Titel Freiherr. Im Frühjahr 1759 befehligte er ein Korps von 18.000 Mann an der schlesischen Grenze, das er am 3. August mit den russischen Truppen unter Pjotr Semjonowitsch Saltykow vereinigte. Am 12. August 1759 besiegte er als Oberbefehlshaber in der Schlacht bei Kunersdorf Friedrich den Großen und seine preußischen Truppen. Anschließend zog Laudon mit den österreichischen Truppen nach Österreichisch-Schlesien und Mähren.
1760 erhielt Laudon nach seiner Beförderung zum Feldzeugmeister durch Maria Theresia das Kommando über das frühere Infanterie-Regiment Alt-Wolfenbüttel und ein Korps von 36.000 Mann, das nach Schlesien vordringen sollte. Hier schlug er am 23. Juni den General Fouqué bei Landeshut, erstürmte Glatz, belagerte aber Breslau vergeblich. Am 15. August verlor Laudon die Schlacht bei Liegnitz, wofür er Leopold Joseph Graf Daun und insbesondere Franz Moritz Graf von Lacy, den er als seinen persönlichen Gegner ansah, die Schuld gab.
Nach beendeten Kriegskonferenzen in Wien ging Laudon im März 1761 nach Schlesien, wo er unabhängig vom Hauptheer Dauns ein 60.000 Mann starkes Heer befehligte, welches sich am 12. August mit den Russen vereinigte. Die vereinigten Truppen wurden durch ein befestigtes Lager der Preußen bei Bunzelwitz in Schach gehalten, es gelang Laudon jedoch am 1. Oktober die Stadt Schweidnitz durch einen Überraschungsangriff in seine Gewalt zu bringen. 1762 erhielt Laudon kein weiteres Kommando.

## Bayerischer Erbfolgekrieg und 8. Österreichischer Türkenkrieg

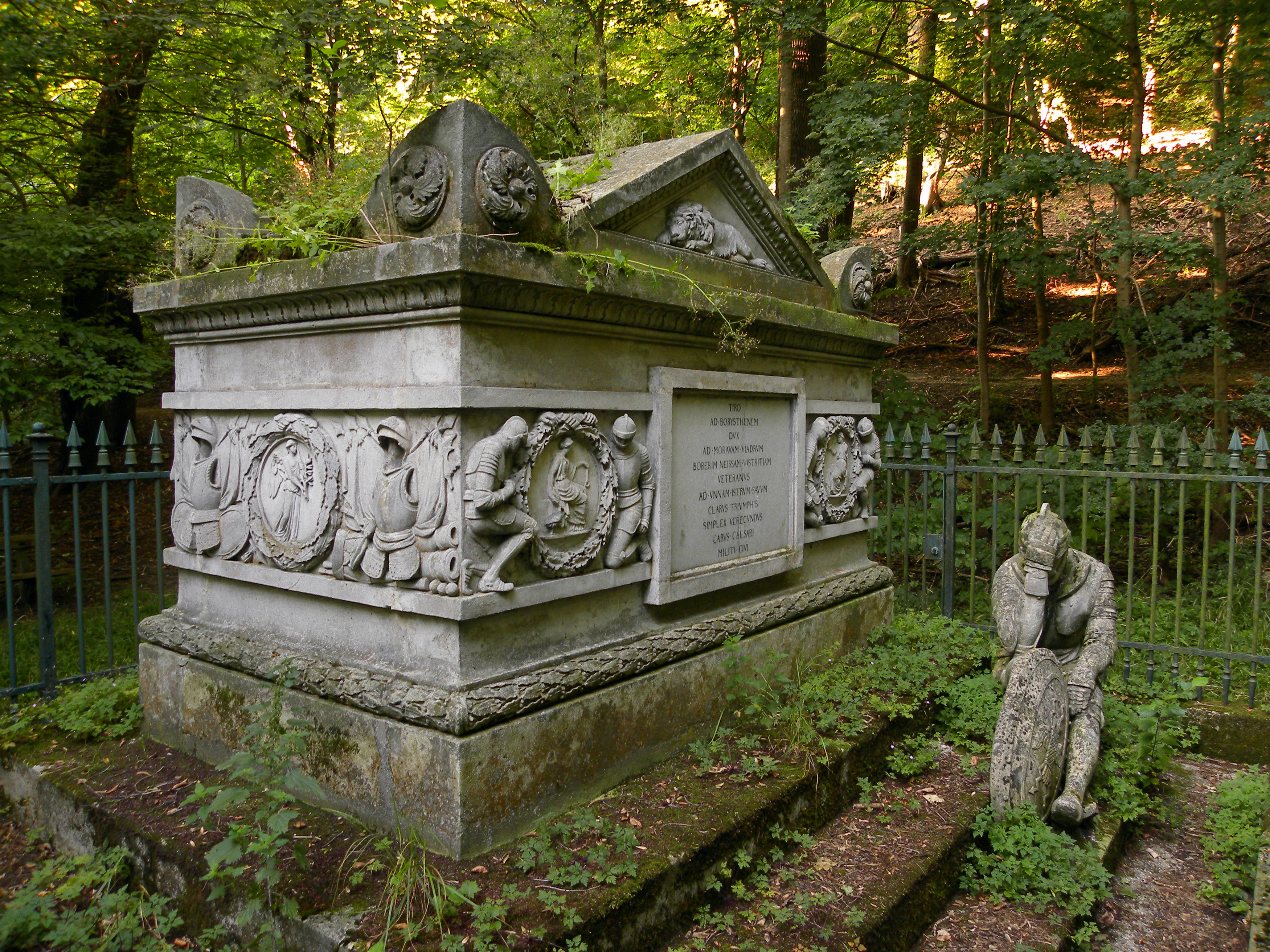
Grabmal Laudons in Wien

1766 wurde er in den Hofkriegsrat berufen, 1769 mit dem Generalkommando in Mähren betraut und 1778 zum Feldmarschall ernannt. Beim Ausbruch des Bayerischen Erbfolgekriegs stand er im März 1778 in Böhmen dem Prinzen Heinrich von Preußen gegenüber.
1776 erwarb er das Schloss Laudon in Hadersdorf bei Wien, das er bis zu seinem Tod bewohnte. 
Als Befehlshaber in Kroatien schlug er im 8. Österreichischen Türkenkrieg im August 1788 die Türken bei Dubitza und erstürmte Novi. Im Feldzug von 1789 eroberte er an der Spitze des kroatisch-slowenischen Heers Türkisch-Gradisca. Während des krankheitsbedingten Ausfalls des Feldmarschalls Andreas Hadik von Futak erhielt er den Oberbefehl über das Hauptheer, nahm am 8. Oktober Belgrad und Semendria und beendete, zum Generalissimus ernannt, erfolgreich den Feldzug.
1790 erhielt er den Oberbefehl über die gegen Preußen zusammengezogene Armee und starb am 14. Juli in Neutitschein.
Im Jahr 1862 wurde in Wien-Josefstadt (8. Bezirk) die Laudongasse und im Jahr 1959 in Penzing (14. Bezirk) die Loudonstraße nach ihm benannt.

## Museale Rezeption
Joseph von Deym, der unter dem Pseudonym Joseph Müller in Wien lebte, errichtete in der Himmelpfortgasse ein „Laudon-Mausoleum“ mit Wachsfiguren, das er in der Wiener Zeitung vom 26. März 1791 folgendermaßen ankündigte: Hr. Müller [...] hat am 23. März das von ihm errichtete Mausole, welches er dem unvergeßlichen weltberühmten Feldmarschall Freyherrn v Loudon mit grossen Aufwand hergestellet, in der Himmelpfortgasse [...] Nr. 1355 eröffnet. [...] mit Schlag jeder Stunde läßt sich eine Trauer Musique hören , und wird jede Woche eine andere seyn. Diese Woche ist die Composition von Hrn. Capellmeister Mozart. Die erwähnte Komposition W. A. Mozarts ist das Adagio und Allegro f-Moll für Flötenuhr (KV 594).
Die Sinfonie Nr. 69 von Joseph Haydn trägt – ausgehend von einer Klavierfassung des Verlegers Artaria aus dem Jahr 1784 – den Beinamen „Laudon“.
Durch die kaiserliche Entschließung von Franz Joseph I. vom 28. Februar 1863 wurde Gideon Freiherr von Laudon in die Liste der „berühmtesten, zur immerwährenden Nacheiferung würdiger Kriegsfürsten und Feldherren Österreichs“ aufgenommen, zu deren Ehren und Andenken auch eine lebensgroße Statue in der Feldherrenhalle des damals neu errichteten k.k. Hofwaffenmuseums (heute: Heeresgeschichtliches Museum Wien) errichtet wurde. Die Statue wurde 1864 vom Bildhauer Cyprian Godebski aus Carrara-Marmor geschaffen, gewidmet wurde sie von Kaiser Franz Joseph selbst.
Weiters befindet sich im Heeresgeschichtlichen Museum, Saal II, eine Vitrine, in welcher persönliche Gegenstände Laudons ausgestellt sind, so sein Großkreuz samt Bruststern des Maria-Theresia-Ordens, der Laudon für seine Tapferkeit in der Schlacht bei Hochkirch 1758 verliehen wurde; sein Dreispitz, Degen und sogar sein Rasierzeug. Über der Vitrine befindet sich ein monumentales Ölgemälde mit dem Reiterporträt Laudons, über das Schlachtfeld bei Kunersdorf reitend. Es wurde 1878 von Siegmund L’Allemand für die Weltausstellung in Paris gemalt. Eine 1812 gefertigte Büste wird in der „Ruhmeshalle der Deutschen“ Walhalla ausgestellt.
Das Museo Storico Navale in Venedig zeigt den Kopf der Galionsfigur von einem österreichischen Kriegsschiff, der Laudons Züge trägt (Inv. 3332: „Polena della fregata austriaca „Schwarzenberg“ (ex Laudon) raffigurante la testa del Maresciallo Laudon“).